# Leucosyrinx paragenota
Leucosyrinx paragenota là một loài ốc biển, là động vật thân mềm chân bụng sống ở biển trong họ Turridae.